# Sokratův dům

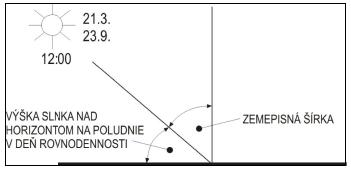
Půdorys Sokratova návrhu domu

Sokratův dům je dům podle konceptu starořeckého učence Sokrata (469 př. n. l. - 399 př. n. l.) vychází ze snahy řešit dům tak, aby byla zabezpečena optimální tepelná pohoda vnitřního prostředí domu.

## Princip
Dům lichoběžníkového tvaru v půdorysu i řezu vychází z řeckého megaronu se vstupním portikem (předsíní), který vytváří přechodný meziprostor z exteriéru do interiéru. Je založený na principu, aby v letním období byl vnitřní prostor chráněný před slunečním zářením, zatímco v zimním období je snaha dům co nejvíc otevřít a umožnit vnikání slunečních paprsků do vnitřního prostoru. Tvarové řešení vychází ze znalostí geometrie slunečních paprsků.
Sokrates navrhl jižní průčelí domu výše, aby se lépe využívaly paprsky zimního slunce a severní průčelí níže z důvodu ochrany před zimními větry. Jádro domu je od exteriéru odděleno nárazovými tepelnými zónami: na jihu předsíní a na severu skladovacím prostorem. Sklon střechy je v takovém úhlu, aby umožňoval pronikání zimních slunečních paprsků do celé hloubky dispozice domu a zabezpečovaly tak vyhřívání domu. Střecha skloněná na sever zároveň zvyšuje odraz záření. Vysunutí střechy a hloubky jižní předsíně zamezují vnikání letních slunečních paprsků do interiéru a zabraňují jeho přehřívání. Princip Sokratova slunečního domu velmi dobře ilustruje zásady pasivního využívání slunečního záření v budovách s celoprosklenou jižní fasádou, které jsou dnešní době stále rozšířenější.

## Prvky
1 - letní sluneční paprsky, 2 - zimní sluneční paprsky, 3 – předsíň (jižní nárazníková zóna), 4 – obytný prostor (jádro domu), 5 - skladovací prostor (severní nárazníková zóna)

## Tvarové řešení
Východiskem pro tvarové řešení domu na Sokratově principu je zeměpisná šířka lokality, ve které se dům nachází. Pokud od kolmice vyneseme úhel odpovídající stupni zeměpisné šířky, dostaneme výsledný úhel, který určuje výšku slunka nad horizontem v poledne ve dnech rovnodennosti ( 21.3. a 23.9.)

## Určení sklonu střechy
Pokud od výsledného úhlu odpočítáme 23,5°, dostaneme výšku slunce nad horizontem v době zimního slunovratu (21. 12). Tato hodnota určuje minimální sklon střechy Sokratova domu.

## Určení vyložení střechy a hloubky předsíně
Pokud k výslednému úhlu připočítáme hodnotu 23,5°, dostaneme výšku slunce nad horizontem v době letního slunovratu. Tento úhel určuje vyložení střechy a hloubkou předsíně, aby bránili vnikání slunečních paprsků do interiéru domu.